# Genoa Cricket and Football Club 1962-1963
Questa voce raccoglie le informazioni riguardanti il Genoa Cricket and Football Club nelle competizioni ufficiali della stagione 1962-1963.

## Stagione
Nella stagione 1962-1963 il Genoa disputa il campionato di Serie A, con 28 punti si piazza in quindicesima posizione di classifica, un solo punto sopra la zona retrocessione. Il titolo di campione d'Italia spetta all'Inter che vince il campionato con 49 punti, seconda la Juventus con 45 punti e terzo il Milan con 43 punti. Scendono in Serie B il Napoli con 27 punti, il Venezia con 22 punti e il Palermo con 20 punti.
Dopo la promozione ottenuta la stagione precedente, il Genoa affronta la nuova annata in massima serie con pochi nuovi innesti, come Umberto Ratti dal Brescia e Stefano Dal Monte dall'Imperia e un'importante defezione, quella di Amleto Frignani che si ritira dal calcio giocato a trent'anni. La stagione inizia con un pareggio a reti bianche casalingo contro la Juventus e vede il Genoa lottare costantemente agli ultimi posti della classifica, nonostante l'arrivo del giovane talento Gigi Meroni dal Como in novembre. A metà marzo si è dimesso Renato Gei per contrasti con la società e la squadra viene affidata da aprile ad Angelo Rosso. Proprio in quel periodo si concluse per il Genoa la permanenza in Coppa Italia perché eliminato ai quarti di finale dal Bari dopo che i rossoblù hanno superato società titolate come l'Udinese, la Fiorentina e la Roma. Dopo un campionato di basso profilo la salvezza arriverà sul filo di lana dell'ultima giornata di campionato, quando in contemporanea alla sconfitta del Napoli contro l'Atalanta, il Genoa superava in casa il Bologna, permettendo il sorpasso sui partenopei, aggiudicandosi così l'ultimo posto utile per la salvezza.
Alla partita con il Bologna è legato lo scandalo doping che colpì la società genovese nell'estate del 1963. Al termine della partita, i genoani Meroni, Occhetta e Giacomini non si presentarono presso l'hotel Britannia di Genova ove si sarebbero dovuto prestare ai controlli anti-doping. Tale mancanza provocò un processo sportivo che pur omologando il risultato che aveva permesso la permanenza in massima serie causò, oltre una forte ammenda alla società, la squalifica sino al 31 ottobre 1963 dei giocatori Bruno, Carlini, Antonio Colombo, Giacomini e Meroni e del dirigente rossoblù Giacomo Cambiaso. È da annotare che l'effettivo uso di sostanze dopanti non venne mai confermato.
Al termine del campionato, il Genoa partecipò alla Coppa dell'Amicizia italo-francese 1963, con la rosa rinforzata dai prestiti di giocatori provenienti da altre società, tra cui il nazionale jugoslavo Aleksandar Ivoš. I genoani hanno superato nei Quarti di Finale il Rennes (2-1) in Francia, (3-0) a Genova, in Semifinale hanno superato a Livorno la Spal per sorteggio, la partita era terminata (0-0) dopo i tempi supplementari, quindi si aggiudicarono il torneo battendo in finale (2-1) il Milan.

## Divise
La maglia per le partite casalinghe presentava i colori rossoblù.

## Organigramma societario
Area direttiva
- Comitato di Presidenza: Bandettini di Poggio, Dapelo, Rebolino, Biagio, Astor William Norrish, Mondini
- Dirigente responsabile: Giacomo Cambiaso

Area tecnica
- Allenatore: Renato Gei, Angelo Rosso[7]

## Rosa
| N. |                   | Ruolo | Calciatore         |
| -- | ----------------- | ----- | ------------------ |
|    | Italia (bandiera) | P     | Mario Da Pozzo     |
|    | Italia (bandiera) | P     | Giancarlo Gallesi  |
|    | Italia (bandiera) | P     | Leonardo Grosso    |
|    | Italia (bandiera) | D     | Giancarlo Bagnasco |
|    | Italia (bandiera) | D     | Bruno Baveni       |
|    | Italia (bandiera) | D     | Maurizio Bruno     |
|    | Italia (bandiera) | D     | Franco Caffaratti  |
|    | Italia (bandiera) | D     | Luciano Piquè      |
|    | Italia (bandiera) | D     | Umberto Ratti      |
|    | Italia (bandiera) | D     | Franco Rivara      |
|    | Italia (bandiera) | C     | Rino Carlini       |
|    | Italia (bandiera) | C     | Antonio Colombo    |
|    | Italia (bandiera) | C     | Stefano Dal Monte  |
|    | Italia (bandiera) | C     | Livio Fongaro      |
|    | Italia (bandiera) | C     | Giancarlo Genisio  |
|    | Italia (bandiera) | C     | Massimo Giacomini  |

| N. |                       | Ruolo | Calciatore        |
| -- | --------------------- | ----- | ----------------- |
|    | Italia (bandiera)     | C     | Ludovico Giglio   |
|    | Italia (bandiera)     | C     | Pietro Gonella    |
|    | Italia (bandiera)     | C     | Giancarlo Menini  |
|    | Italia (bandiera)     | C     | Luigi Meroni      |
|    | Italia (bandiera)     | C     | Vincenzo Occhetta |
|    | Italia (bandiera)     | C     | Silva Oddone      |
|    | Italia (bandiera)     | C     | Mario Pantaleoni  |
|    | Brasile (bandiera)    | A     | Almir             |
|    | Italia (bandiera)     | A     | Gastone Bean      |
|    | Italia (bandiera)     | A     | Giovanni Bolzoni  |
|    | Italia (bandiera)     | A     | Eddie Firmani     |
|    | Italia (bandiera)     | A     | Carlo Galli       |
|    | Brasile (bandiera)    | A     | Germano           |
|    | Jugoslavia (bandiera) | A     | Aleksandar Ivoš   |
|    | Italia (bandiera)     | A     | Giorgio Mognon    |

## Calciomercato

### Sessione estiva
| Acquisti | Acquisti      | Acquisti    | Acquisti   |
| R.       | Nome          | da          | Modalità   |
| -------- | ------------- | ----------- | ---------- |
| A        | Luigi Meroni  | Como        | definitivo |
| D        | Umberto Ratti | Brescia     | definitivo |
| A        | Germano       | Milan       | prestito   |
| A        | Almir         | Boca Júnior | prestito   |

| Cessioni | Cessioni         | Cessioni | Cessioni      |
| R.       | Nome             | a        | Modalità      |
| -------- | ---------------- | -------- | ------------- |
| A        | Amleto Frignani  | -        | fine attività |
| A        | Arnoldo Granella | Bordeaux | definitivo    |

## Risultati

### Serie A

#### Girone di andata
| Genova 16 settembre 1962 1ª giornata | Genoa        | 0 – 0 | Juventus | Stadio Luigi Ferraris\| Arbitro: \| Adami (Roma) \| |
| Arbitro:                             | Adami (Roma) |       |          |                                                     |

| Arbitro: | Grignani (Milano) |

|               |           |          |
| Cinesinho 45’ | Marcatori | 34’ Bean |

| Arbitro: | Righi (Milano) |

|                                    |           |  |
| Santisteban 53’ (aut.) Bolzoni 63’ | Marcatori |  |

| Arbitro: | Lo Bello (Siracusa) |

|            |           |  |
| Tacchi 67’ | Marcatori |  |

| Arbitro: | Campanati (Milano) |

|                      |           |               |
| Bean 32’ Firmani 57’ | Marcatori | 72’ Brighenti |

| Arbitro: | Sbardella (Roma) |

|           |           |  |
| Galli 75’ | Marcatori |  |

| Arbitro: | Francescon (Padova) |

|                               |           |           |
| Petroni 3’, 76’ Szymaniak 14’ | Marcatori | 50’ Galli |

| Arbitro: | Marchese (Napoli) |

|            |           |                                      |
| Baveni 23’ | Marcatori | 2’ Jair 43’ Facchetti 84’ Di Giacomo |

| Arbitro: | Angonese (Mestre) |

|                                                      |           |  |
| Hamrin 58’, 78’ (rig.) Pentrelli 72’ Hamrin 84’, 85’ | Marcatori |  |

| Arbitro: | Righi (Milano) |

|                                                  |           |  |
| Bean 26’, 32’ Baveni 39’ Bolzoni 82’ Firmani 84’ | Marcatori |  |

| Arbitro: | Rigato (Mestre) |

|          |           |             |
| Nova 46’ | Marcatori | 31’ Firmani |

| Arbitro: | Lo Bello (Siracusa) |

|                        |           |  |
| Sormani 60’ Geiger 77’ | Marcatori |  |

| Arbitro: | Francescon (Padova) |

|                      |           |                        |
| Bean 27’ Firmani 24’ | Marcatori | 4’ Jonsson 55’ Charles |

| Arbitro: | Jonni (Macerata) |

|  |           |          |
|  | Marcatori | 76’ Sani |

| Arbitro: | Barolo (Noale) |

|             |           |  |
| Vastola 90’ | Marcatori |  |

| Genova 6 gennaio 1963 16ª giornata | Genoa        | 0 – 0 | SPAL | Stadio Luigi Ferraris\| Arbitro: \| Adami (Roma) \| |
| Arbitro:                           | Adami (Roma) |       |      |                                                     |

| Arbitro: | Campanati (Milano) |

|             |           |             |
| Nielsen 14’ | Marcatori | 32’ Firmani |

#### Girone di ritorno
| Arbitro: | D'Agostini (Roma) |

|                        |           |  |
| Sivori 51’ Noletti 68’ | Marcatori |  |

| Arbitro: | Francescon (Padova) |

|             |           |           |
| Germano 22’ | Marcatori | 79’ Conti |

| Venezia 3 febbraio 1963 20ª giornata | Venezia           | 0 – 0 | Genoa | Stadio Pierluigi Penzo\| Arbitro: \| D'Agostini (Roma) \| |
| Arbitro:                             | D'Agostini (Roma) |       |       |                                                           |

| Arbitro: | Genel (Trieste) |

|                                                 |           |                              |
| Pantaleoni 39’ Firmani 63’ (rig.) Giacomini 88’ | Marcatori | 76’ Montefusco 83’ Fraschini |

| Arbitro: | Campanati (Milano) |

|                                     |           |               |
| Toschi 22’ Da Silva 56’, 81’ (rig.) | Marcatori | 6’ Pantaleoni |

| Arbitro: | Francescon (Padova) |

|                         |           |  |
| Hitchens 15’ Crippa 69’ | Marcatori |  |

| Arbitro: | Roversi (Bologna) |

|                                    |           |            |
| Pantaleoni 2’, 30’, 40’ Baveni 28’ | Marcatori | 15’ Prenna |

| Arbitro: | Francescon (Padova) |

|                                                              |           |  |
| Corso 11’ Maschio 50’ Suarez 55’, 60’ (rig.) 76’ Mazzola 65’ | Marcatori |  |

| Arbitro: | D'Agostini (Roma) |

|         |           |                               |
| Bean 3’ | Marcatori | 22’ Dell'Angelo 35’ Cavicchia |

| Palermo 31 marzo 1963 27ª giornata | Palermo          | 0 – 0 | Genoa | Stadio La Favorita\| Arbitro: \| Sbardella (Roma) \| |
| Arbitro:                           | Sbardella (Roma) |       |       |                                                      |

| Arbitro: | Adami (Roma) |

|                        |           |               |
| Germano 2’ Firmani 47’ | Marcatori | 81’ Calvanese |

| Genova 14 aprile 1963 29ª giornata | Genoa             | 0 – 0 | Mantova | Stadio Luigi Ferraris\| Arbitro: \| Roversi (Bologna) \| |
| Arbitro:                           | Roversi (Bologna) |       |         |                                                          |

| Arbitro: | Jonni (Macerata) |

|             |           |  |
| Jonsson 12’ | Marcatori |  |

| Arbitro: | Sbardella (Roma) |

|              |           |  |
| Altafini 70’ | Marcatori |  |

| Arbitro: | Adami (Roma) |

|                        |           |  |
| Meroni 65’ Firmani 90’ | Marcatori |  |

| Arbitro: | Campanati (Milano) |

|                                           |           |  |
| Massei 53’ Dell'Omodarme 82’, 87’ Bui 84’ | Marcatori |  |

| Arbitro: | Jonni (Macerata) |

|           |           |  |
| Galli 18’ | Marcatori |  |

### Coppa Italia
| Arbitro: | Roversi (Bologna) |

|  |           |                                  |
|  | Marcatori | 22’ Galli 43’ Fongaro 90’ Meroni |

| Arbitro: | Babini (Ravenna) |

|  |           |                        |
|  | Marcatori | 25’ Bean 34’ Giacomini |

| Arbitro: | Roversi (Bologna) |

|                             |           |                                                                            |
| Lojacono 27’ Menichelli 83’ | Marcatori | 13’ Galli 25’ (aut.) Guarnacci 34’ (aut.) Corsini 74’ Germano 85’ Bagnasco |

| Arbitro: | Rancher (Roma) |

|                                   |           |             |
| Postiglione 78’ Giammarinaro 120’ | Marcatori | 70’ Bolzoni |

### Coppa dell'Amicizia italo-francese 1963
| Livorno 13 giugno 1963 Semifinale | Genoa               | 0 – 0 (d.t.s.) A Tav. | SPAL | Stadio Comunale\| Arbitro: \| Francescon (Padova) \| |
| Arbitro:                          | Francescon (Padova) |                       |      |                                                      |

| Arbitro: | Adami |

|              |           |                    |
| Altafini 30’ | Marcatori | 68’, 80’ Dal Monte |

## Statistiche

### Statistiche di squadra
| Competizione | Punti | In casa | In casa | In casa | In casa | In casa | In casa | In trasferta | In trasferta | In trasferta | In trasferta | In trasferta | In trasferta | Totale | Totale | Totale | Totale | Totale | Totale | DR  |
| Competizione | Punti | G       | V       | N       | P       | Gf      | Gs      | G            | V            | N            | P            | Gf           | Gs           | G      | V      | N      | P      | Gf     | Gs     | DR  |
| ------------ | ----- | ------- | ------- | ------- | ------- | ------- | ------- | ------------ | ------------ | ------------ | ------------ | ------------ | ------------ | ------ | ------ | ------ | ------ | ------ | ------ | --- |
| Serie A      | 28    | 17      | 9       | 5       | 3       | 27      | 14      | 17           | 0            | 5            | 12           | 5            | 34           | 34     | 9      | 10     | 15     | 32     | 48     | -16 |
| Coppa Italia |       | -       | -       | -       | -       | -       | -       | 4            | 3            | 0            | 1            | 11           | 4            | 4      | 3      | 0      | 1      | 11     | 4      | +7  |
| Totale       |       | ..      | ..      | .       | .       | ..      | ..      | ..           | .            | ..           | .            | ..           | ..           | ..     | ..     | ..     | .      | ..     | ..     | +.. |

### Statistiche dei giocatori
| Giocatore     | Serie A  | Serie A | Coppa Italia | Coppa Italia | Totale   | Totale |
| Giocatore     | Presenze | Reti    | Presenze     | Reti         | Presenze | Reti   |
| ------------- | -------- | ------- | ------------ | ------------ | -------- | ------ |
| Almir         | 2        | 0       | 2            | 0            | 4        | 0      |
| G. Bagnasco   | 4        | 0       | 3            | 1            | 7        | 1      |
| B. Baveni     | 30       | 3       | 3            | 0            | 33       | 3      |
| G. Bean       | 27       | 6       | 1            | 1            | 28       | 7      |
| G. Bolzoni    | 20       | 2       | 2            | 1            | 22       | 3      |
| M. Bruno      | 21       | 0       | 1            | 0            | 22       | 0      |
| R. Carlini    | 7        | 0       | 1            | 0            | 8        | 0      |
| A. Colombo    | 34       | 0       | 4            | 0            | 38       | 0      |
| M. Da Pozzo   | 25       | -33     | 3            | -1           | 28       | -34    |
| E. Firmani    | 29       | 8       | 3            | 0            | 32       | 8      |
| L. Fongaro    | 32       | 0       | 1            | 1            | 33       | 1      |
| G. Gallesi    | 9        | -15     | 2            | -3           | 11       | -18    |
| C. Galli      | 8        | 3       | 4            | 2            | 12       | 5      |
| Germano       | 12       | 2       | 1            | 1            | 13       | 3      |
| M. Giacomini  | 24       | 1       | 3            | 1            | 27       | 2      |
| L. Meroni     | 15       | 1       | 3            | 1            | 18       | 2      |
| V. Occhetta   | 29       | 0       | 2            | 0            | 31       | 0      |
| M. Pantaleoni | 27       | 5       | 3            | 0            | 30       | 5      |
| U. Ratti      | 13       | 0       | 3            | 0            | 16       | 0      |
| F. Rivara     | 6        | 0       | 2            | 0            | 8        | 0      |